# شولدورف
شولدورف (به آلمانی: Schülldorf) یک شهر در آلمان است که در رندسبورگ-اکرنفورده واقع شده‌است. شولدورف ۶۸۲ نفر جمعیت دارد.